# مت مونرو
مت مونرو (به انگلیسی: Matt Monro) (۱ دسامبر ۱۹۳۰ -۷ فوریه ۱۹۸۵) خوانندهٔ انگلیسی بود. مونرو به‌عنوان یکی از محبوب‌ترین سرگرمی‌سازان بین‌المللی در دههٔ ۱۹۶۰ میلادی شناخته می‌شود.
او طی ۳۰ سال فعالیت هنری‌اش بسیاری از کابارهها، کلوب‌های شبانه، سالن‌های کنسرت و استادیوم‌هایی از استرالیا، ژاپن، فیلیپین، هنگ کنگ گرفته تا آفریقا، خاور میانه، اروپا و آمریکا را پُرکرد. آثار او بیش از ۱۰۰ میلیون نسخه در دوران زندگی‌اش فروش کرد.